# Refuge de Vallonpierre
Le refuge de Vallonpierre se trouve dans le Valgaudemar, au pied nord-ouest du Sirac, à 2 271 m d'altitude, juste au bord du petit lac de Vallonpierre. Le nouveau refuge, construit en 2000, est juste à côté de l'ancien. Ce dernier sert de refuge d'hiver. L'accès se fait à pied, en 2 h 30, à partir d'un parking situé 500 mètres avant le chalet du Gioberney.

## Ascensions
- Le Sirac
- Le Banc des Aiguilles
- Pic de Vallonpierre
- Le col de Vallonpierre (randonnée) permet de traverser en direction du refuge du pré de la Chaumette en suivant le GR 54 (tour de l'Oisans) ou le GR 50 (tour du Vieux Chaillol).
- randonnée vers le refuge de Chabournéou par le sentier des balcons de Chabournéou.

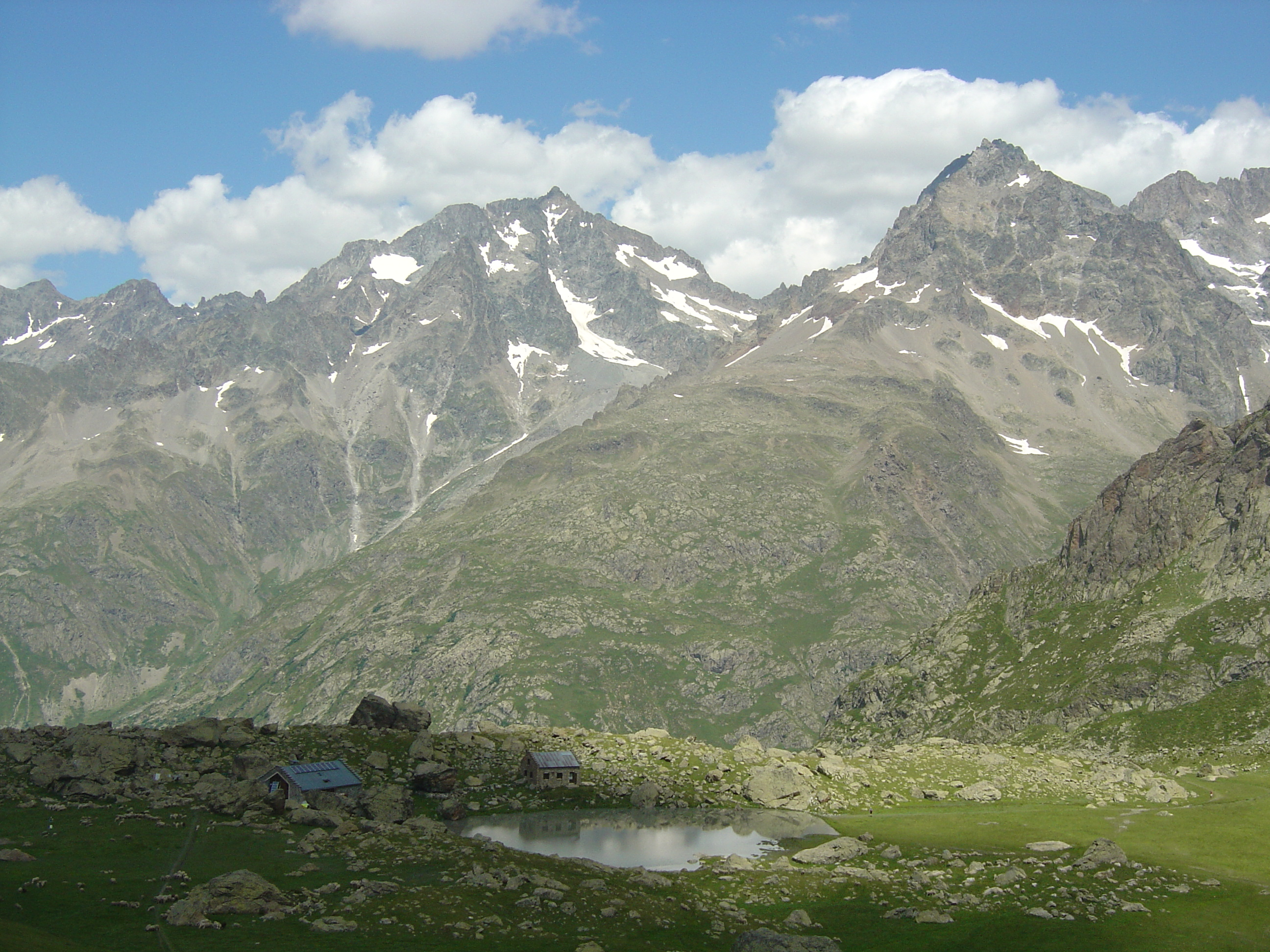
Refuge de Vallonpierre et son lac. Au fond le pic des Aupillous (3 505 m) à gauche et à droite le pic Jocelme (3 458 m)
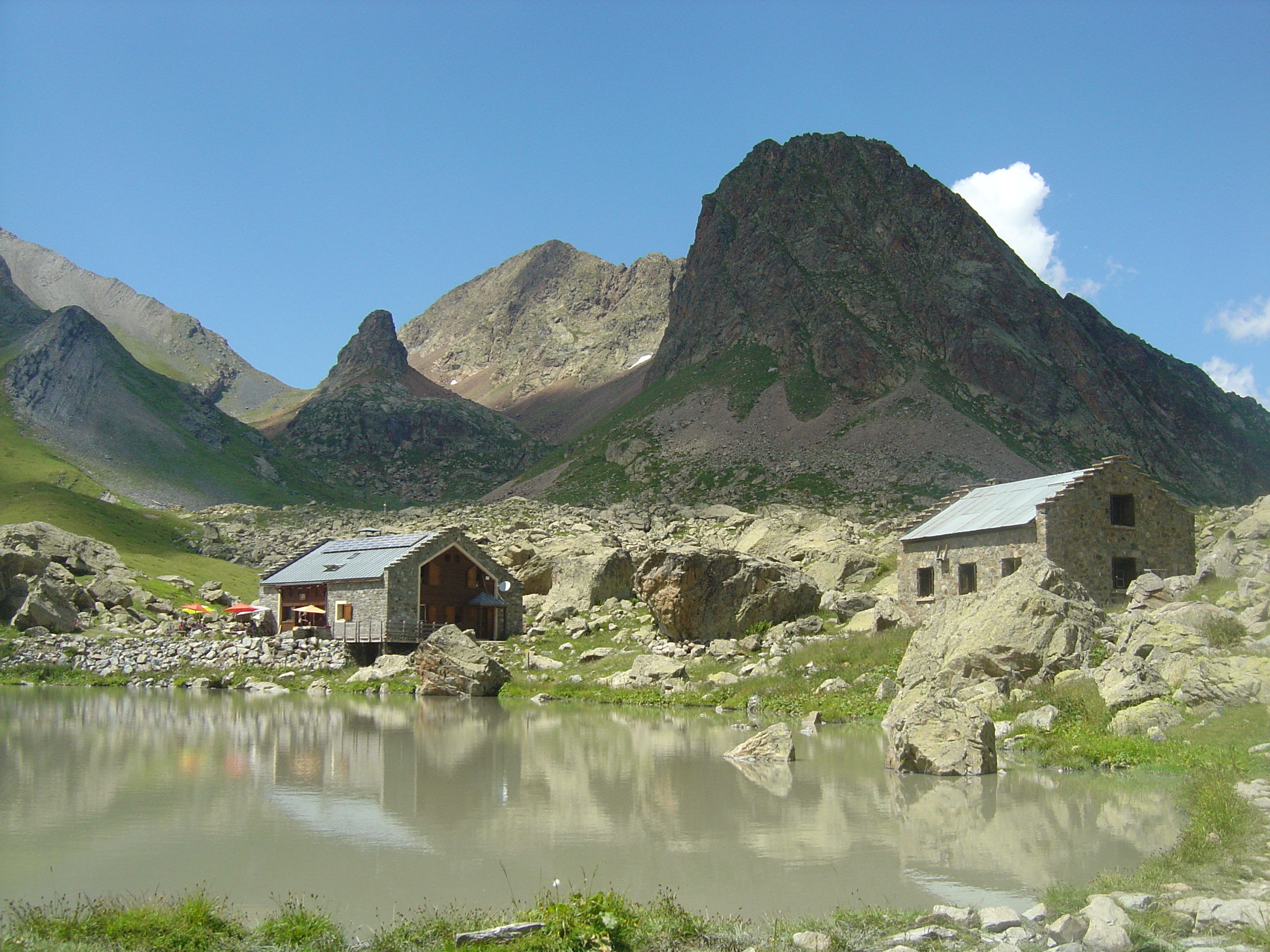
Refuge de Vallonpierre
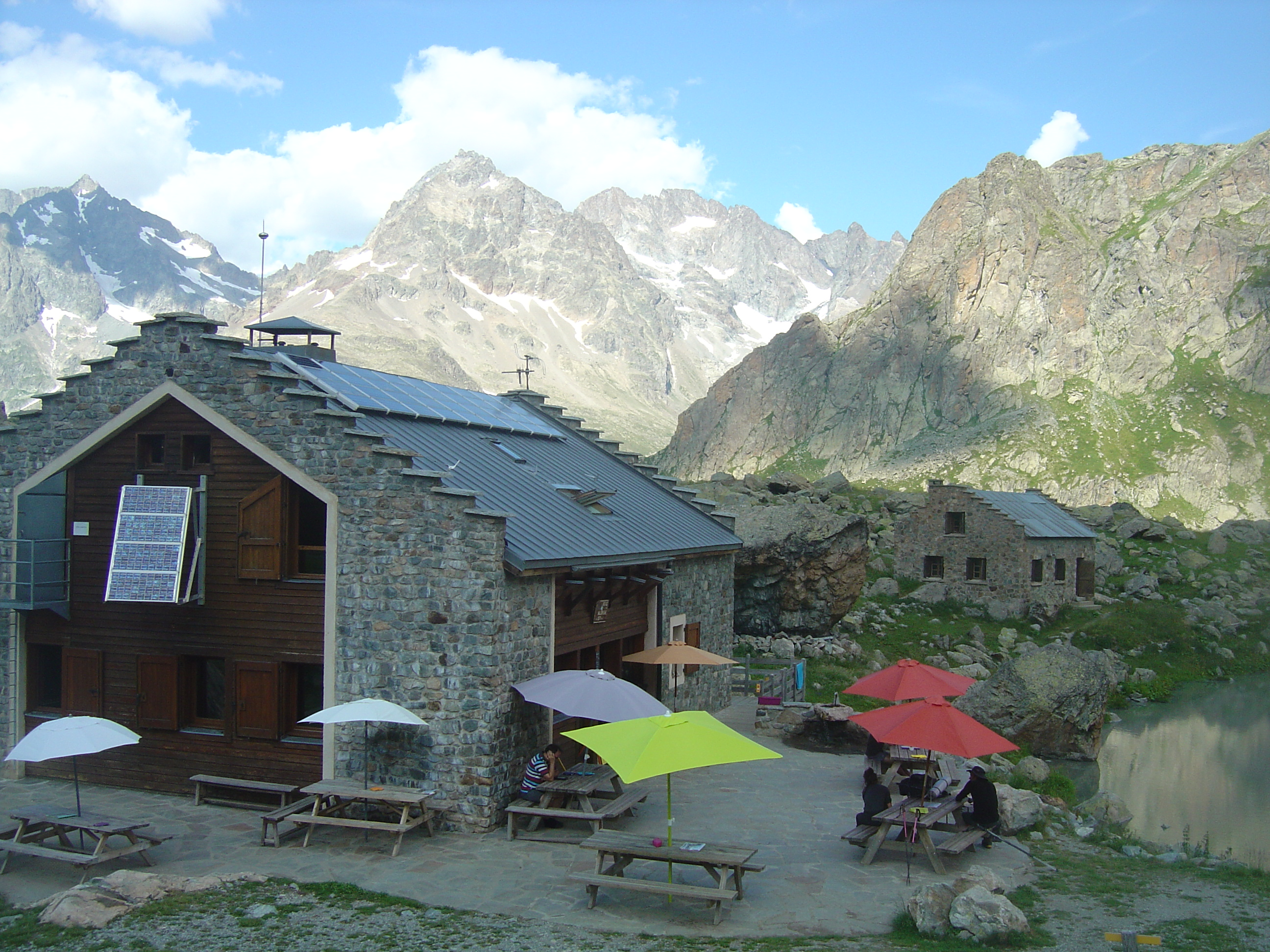
Refuge de Vallonpierre